# 埃万耶利娅·普拉塔尼奥蒂
埃万耶利娅·普拉塔尼奥蒂（希臘語：Ευαγγελία Πλατανιώτη，1994年8月9日—），希腊女子花样游泳运动员，曾获得2022年世界游泳锦标赛女子单人技术自选和女子单人自由自选铜牌。她也曾参加2012年、2016年和2020年夏季奥运会。